# Poznań Open 2025
Il Poznań Open 2025 è stato un torneo maschile di tennis professionistico. È stata la 21ª edizione del torneo, facente parte della categoria Challenger 100 nell'ambito dell'ATP Challenger Tour 2025, con un montepremi di 145 000 €. Si è giocato dal 16 al 21 giugno 2025 sui campi in terra rossa del Park Tenisowy Olimpia di Poznań, in Polonia.

## Partecipanti

### Teste di serie
| Nazionalità | Giocatore              | Ranking* | Testa di serie |
| ----------- | ---------------------- | -------- | -------------- |
| Cile        | Cristian Garín         | 122      | 1              |
| Argentina   | Thiago Agustín Tirante | 125      | 2              |
| Rep. Ceca   | Dalibor Svrčina        | 126      | 3              |
| Austria     | Filip Misolic          | 140      | 4              |
| Portogallo  | Henrique Rocha         | 149      | 5              |
| Italia      | Andrea Pellegrino      | 173      | 6              |
| Austria     | Jurij Rodionov         | 201      | 7              |
| Argentina   | Facundo Mena           | 208      | 8              |
| Kazakistan  | Timofej Skatov         | 214      | 9              |

* Ranking al 9 giugno 2025.

### Altri partecipanti
I seguenti giocatori hanno ricevuto una wild card per il tabellone principale:
- Tomasz Berkieta
- Alan Ważny
- Fares Zakaria

I seguenti giocatori sono entrati in tabellone come alternate:
- Daniel Michalski
- Aleksej Vatutin

I seguenti giocatori sono passati dalle qualificazioni:
- Martin Krumich
- Zdeněk Kolář
- Maxim Mrva
- Toby Kodat
- Rudolf Molleker
- Diego Dedura

I seguenti giocatori sono entrati in tabellone come lucky loser:
- Nicolás Álvarez Varona
- Hynek Bartoň

## Punti e montepremi
| Torneo    | Torneo              | V      | F     | SF    | QF    | 2T    | 1T    | Q | Q2  | Q1  |
| Singolare | Punti               | 100    | 50    | 25    | 14    | 7     | 0     | 4 | 2   | 0   |
| Singolare | Premi in denaro (€) | 16 020 | 9 415 | 5 555 | 3 240 | 1 900 | 1 160 | – | 580 | 290 |
| Doppio    | Punti               | 100    | 50    | 25    | 14    | –     | 0     | – | –   | –   |
| Doppio    | Premi in denaro (€) | 6 845  | 4 050 | 2 400 | 1 420 | –     | 800   | – | –   | –   |

## Campioni

### Singolare
Filip Misolic ha sconfitto in finale  Dalibor Svrčina con il punteggio di 6–2, 6–0.

### Doppio
Sergio Martos Gornés /  Vijay Sundar Prashanth hanno sconfitto in finale  Alexandru Jecan /  Bogdan Pavel con il punteggio di 2–6, 7–5, [10–8].